# De Riete (water)
De Riete is een vaarwater in de Nederlandse provincie Overijssel.
De Riete is een schakel in de vaarverbinding vanaf het Giethoornsche Meer door de Weerribben naar de Friese waterwegen. Het kanaal loopt vanaf de uiterste noordwestelijke punt van het Giethoornsche Meer noordwaarts tot de buurtschap Muggenbeet. Daar splitst de waterweg zich in de naar het westen lopende water Muggenbeet en de naar het noordoosten lopende kanaal Wetering.